# Rocky Mountain House
Rocky Mountain House es una localidad ubicada en la provincia de Alberta, Canadá. Según el censo de 2021, tiene una población de 6765 habitantes.
Está situada en la confluencia de los ríos Clearwater y Saskatchewan Norte.

## Referencias

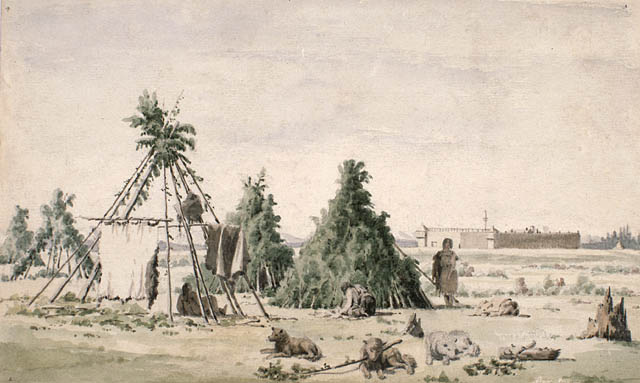
Fuerte Rocky Mountain en 1848